# Встречи (журнал)
Встречи — русский литературный журнал. Выходил ежемесячно в Париже с января по июнь 1934, всего 6 номеров. Главные редакторы: Георгий Адамович и Михаил Кантор.
Помимо литературных произведений в журнале печатались статьи и короткие заметки об изобразительном искусстве, кино и театре, равно как о немецкой, французской и английской литературе и о событиях экономической и политической жизни.
Основные авторы принадлежали ко второму поколению первой эмиграции: Нина Берберова, Раиса Блох, Владимир Варшавский, Гайто Газданов, Владимир Злобин, Георгий Иванов, Довид Кнут, Юрий Мандельштам, Ирина Одоевцева, Николай Оцуп, Борис Поплавский, Юрий Фельзен, Марина Цветаева, Анатолий Штейгер. В критической части журнала кроме обоих редакторов постоянно сотрудничали Пётр Бицилли и Владимир Вейдле.